# Linia kolejowa Łask – Herbertów
Linia kolejowa Łask – Herbertów – jednotorowa niezelektryfikowana linia kolejowa o długości 12,5 km, znajdująca się w województwie łódzkim, łącząca przystanek Łask (stacja kolejowa) ze stacją towarową Herbertów. Wykorzystywana dla ruchu towarowego.

## Historia
Linia kolejowa powstała najprawdopodobniej w latach 50 XX w. Była wykorzystywana przez szereg okolicznych fabryk do transportu surowców i produktów. Obecnie jest wykorzystywana tylko przez Lotnisko Łask do transportu paliwa. Odcinek od lotniska do Herbertowa został zlikwidowany najprawdopodobniej w latach 90 XX w. Na terenie dawnej stacji w Herbertowie do dziś stoi mała lokomotywownia.